# Айендорф
Айендорф  (нем. Eyendorf) — община в Германии, в земле Нижняя Саксония.
Входит в состав района Харбург. Подчиняется управлению Зальцхаузен. Население составляет 1287 человек (на 31 декабря 2010 года). Занимает площадь 13,68 км².